# جزیره دریاچه‌ای
جزیره دریاچه‌ای (انگلیسی: Lake island) هر خشکی درون دریاچه است. این یک نوع جزیره داخلی است. جزایر دریاچه ممکن است مجمع الجزایر دریاچه ای را تشکیل دهند.

جزایر دریاچه ای در دریاچه کویکوچا در اکوادور

در پیچیده‌ترین حالت بسامد جزیره و دریاچه، در کانادا یک جزیره دریاچه‌ای در دریاچه‌ای قرار دارد که آن دریاچه هم در یک جزیره در دریاچه نچیلینگ در جزیره بافین واقع شده ‌است.

## تشکیل
جزایر دریاچه ممکن است به روش‌های متعددی شکل بگیرند. آن‌ها ممکن است از طریق تجمع رسوب‌ها و با تغییر سطح دریاچه به جزایر واقعی تبدیل شوند. آنها ممکن است در اصل بخشی از ساحل دریاچه بوده باشند و در اثر فرسایش از آن جدا شده باشند، یا ممکن است زمانی که دریاچه از طریق بالا آمدن سطح یک رودخانه یا آبراه دیگر (به‌طور طبیعی یا مصنوعی از طریق آن) شکل گرفته‌است، به عنوان قله باقی مانده باشند. همچنین ممکن است در اثر زلزله، شهاب سنگ یا فعالیت‌های آتشفشانی شکل گرفته باشند. سایر جزایر دریاچه شامل بسترهای زودگذر از پوشش گیاهی شناور و جزایری هستند که به‌طور مصنوعی توسط فعالیت‌های انسانی تشکیل شده‌اند.

## دهانه آتشفشانی و جزایر دریاچه کاسه آتشفشانی
گاهی اوقات ممکن است دریاچه‌ها در فرورفتگی‌های دایره ای دهانه‌های آتشفشانی تشکیل شوند. این دهانه‌ها معمولاً حوضه‌های دایره ای یا بیضی شکل در اطراف دریچه یا دریچه‌هایی هستند که ماگما از آنها فوران می‌کند. فوران آتشفشانی بزرگ گاهی منجر به تشکیل دهانه می‌شود که در اثر فروپاشی اتاقک ماگمایی در زیر آتشفشان ایجاد می‌شود. اگر ماگما به اندازه کافی خارج شود، محفظه خالی شده قادر به تحمل وزن آتشفشان نیست و یک شکستگی تقریباً دایره ای، گسل حلقه، در اطراف لبه محفظه ایجاد می‌شود. مرکز آتشفشان در شکستگی حلقه فرو می‌ریزد و فرورفتگی حلقه ای شکل ایجاد می‌کند. مدت طولانی پس از فوران، این دهانه ممکن است با آب پر شود و تبدیل به دریاچه شود. اگر فعالیت‌های آتشفشانی ادامه یابد یا دوباره شروع شود، مرکز دهانه دهان ممکن است به شکل یک گنبد در حال ظهور بالا برود تا به یک جزیره دریاچه دهانه تبدیل شود. اگرچه معمولاً کاسه آتشفشانی بزرگ‌تر و عمیق‌تر از دهانه‌ها هستند و به روش‌های مختلفی شکل می‌گیرند، تمایز بین این دو اغلب در شرایط غیر فنی نادیده گرفته می‌شود و اصطلاح دریاچه دهانه به‌طور گسترده برای دریاچه‌هایی که هم در دهانه‌ها و هم در دهانه‌ها تشکیل شده‌اند استفاده می‌شود.